# فتاة بيرث الجميلة
فتاة بيرث الجميلة (بالإنجليزية: The Fair Maid of Perth)‏ (أو يوم القديس فالنتين) هي رواية بقلم السير والتر سكوت. كانت الرواية مستوحاة من قصة غريبة من معركة نورث إنش، وتدور أحداثها في بيرث وأجزاء أخرى من إسكتلندا حوالي عام 1400.
كان سكوت ينوي إدخال قصتين أخريين بنفس الحجم داخل الكتاب، وهما «مرآة عمتي مارغريت» و«الموت لفارس ليرد»، والتي كان من المقرر أن يحمل عنوان عشية عيد القديس فالنتين.